# BitTorrent
BitTorrent er et peer-to-peer netværksprojekt og en internetprotokol med stærk social profil.
BitTorrent er programmeret af Bram Cohen og frigivet til offentligheden i juli 2001. Ideen med BitTorrent er at distribuere store mængder data uden at overbelaste centrale servere og den dertil hørende båndbredde.
"Torrent" betyder "flod", "strøm" eller "et væld af noget". 

## Én til mange
Hvor ældre p2p-protokoller som LimeWire og HotLine benyttede at skabe kontakt til én server eller én person, der lå inde med 100% af en given fil, henter Torrent-softwaren fragmenter af en fil fra mange forskellige peers, dvs. "ligestillede" på samme netværk. Disse peers er andre brugere, som tidligere selv har hentet de samme data hos andre. At tillade andre at hente de data, man har fået fra andre, kaldes at "seede" og den der gør det, en seeder.
Filosofien bag BitTorrent-distribution er, at torrent-protokollen kun fungerer optimalt, hvis brugere fortsætter med at udbyde modtagne data til andre. Jo længerevarende dataadgang og mængde data der stilles til rådighed, jo bedre for hele netværket.  
At udbyderne af ufuldstændige filer  populært kaldes for  leechers ("igler") (og hænges ud som sådan eller blokeres på trackere, hvis de vedvarende ikke giver tilbage, hvad de har fået), angiver hvor alvorligt mange bittorrent-brugere tager forholdet mellem modtagne og videregivne data.  
Det stærkt sociale aspekt ved protokollen bevirker, at både sikkerhed for overførsel og overførselshastigheden i sig selv øges, jo flere der forsøger at downloade filen. Hvilket står i total modsætning til tidligere p2p-protokoller, hvor hastigheden er størst, når der er mindst efterspørgsel (forudsat at folk deler de filer, de downloader).
BitTorrent eller blot "torrents" er med tiden blevet en meget populær måde at håndtere fildeling på, da metoden med at hente fra alle, der har bare en lille del af en fil, dels fordeler datastrømmen over hele netværket, dels tilbyder en meget social og sikker måde at distribuere især populære filer. Både det sociale islæt og den nemme adgang til populære filer er givet årsagen til, at en stor del af den såkaldte ulovlige fildeling er flyttet fra én til én-overførselsprotokoller og over på BitTorrents "én-til-mange", men også et stort antal softwareproducenter og informationstjenester har opdaget nytten ved BitTorrent, fordi en vedvarende aktiv distribution af et produkt via BitTorrent fungerer som en automatisk godkendelse og udtryk for produktets popularitet. 

## Det fungerer således
Et dataarkiv vurderes af et program, der ofte er en BitTorrentklient, og ud i den anden ende kommer en torrentfil. Denne lille fil rummer alle informationer om dataarkivets indhold, som kan være både en mappe og en enkelt fil, samt en krypteret talkode, kaldet en Hashtabel eller hash-nøgle. 
Hash-nøgle har intet med den grønne tobak at gøre, men er en programmeringssignifikant i Unix, tegnet #, som angiver, at "der er mere data hér". Hash-nøglen er datafilens unikke identifikator. Prøv f.eks. at søge på flg. hash-nøgle i Google: 8a856e81ce371d389d8b44c04a46aca95f7d039a - som er en velkendt, rettighedsfri scifi-film.
Torrentfilen oploades af skaberen til en koordineringsserver, der kaldes en tracker. En tracker kan både være en slags anonym telefonbog og en hjemmeside med brugerflade og søgemuligheder.
På trackere med brugerflade offentliggøres torrentfilen, ofte sammen med en omfattende brugergenereret beskrivelse af, hvad andre brugere kan forvente at hente ned til sin computer med den givne torrent. 
Når skaberen af torrentfilen aktiverer torrentfilen gennem sit BitTorrentprogram, sørger trackeren for at distribuere oplysninger om, hvor data kan findes at downloade. Det sker gennem protokollen http over port 80, som er den port almindelige hjemmesider går igennem, og i stigende grad via UDP, (pga. denne protokols evne til at "ryste" irrelevante henvendelser af sig, hvorved tracker-servere ikke belastes af så stor trafik, hvilket gør hele netværket hurtigere). 
I første omgang findes data kun hos den, der har skabt torrent-filen, men lige så snart andre begynder at downloade, spredes adgangen til data over flere udbydere. Når en anden bruger har downloadet 100% vil hastigheden på hele downloadhastigheden stige. Selvom ingen i netværket ift. den givne fil har 100% af data, ér det qva. protokollens fragmenterede opbygning muligt at opnå at hente 100% uden at skulle vente, til en seeder med 100% data bliver aktiv; bare tre seedere har 33.4% af en fil hver, er der 100% til rådighed for andre leechere.

## Private BitTorrent trackere
En privat tracker er en tracker, der begrænser brugertilslutning gennem kontoregistreringer. Private trackere logfører ofte hvor meget en bruger uploader og downloader, med samtidigt krav om, at en (registreret) bruger opretholder en bestemt balance, kaldet "ratio", mellem opload og download som forudsætning for fortsat at kunne bruge den private tracker og dermed have adgang til de filer, der udbydes via denne tracker. Som et resultat heraf kan en bruger ofte få betydelig bedre hastigheder og længerevarende adgang til filer end via åbne trackere uden krav om registreringer, hvor ingen afkræver leechers, at de giver lige så meget tilbage til netværket, som de har fået.
Januar 2013 er det mest almindeligt, at en ny tracker-server kræver registrering af nye brugere, ligesom mange ikke har åbne registreringer, men i stedet udsteder 4-5 invitationer pr. konto-ihændehaver at uddele til folk, de selv stoler på. Den verdensomspændende jagt på "ulovlige" fildelere har gjort folk utrygge, hvilket nok også er formålet.
Den nu lukkede Torrentbits var den første, der gik længere end til blot at have registrerede brugere. Torrentbits' tracker-kode bliver i dag anvendt af langt de fleste private BitTorrent-trackere. Koden udstyrer hver registreret bruger med en unik passkey, således at uregisterede brugere ikke kan få adgang til trackerens netværk, og dermed ikke til download af data.

## Legitim anvendelse
Som legitimt eksempel kan nævnes Linux-distributionen Gentoo, der ud over de mere almindelige distributionskanaler som cd-er netop distribueres via BitTorrent 
BitTorrent bliver i dag også anvendt af mere kommercielle virksomheder. Eksempelvis software-huset Blizzard benytter sig af BitTorrent, når de udsender patches til deres populære MMORPG, World of Warcraft, ligesom Opera Software også anvender BitTorrent til frigivelse af nye versioner af deres webbrowser Opera. 
Herved fjernes en stor del af presset på firmaets servere, som en ny opdatering afstedkommer.

## Misbrug
BitTorrent er 2013 den mest udbredte og anvendte fildelingsprotokol til vedvarende distribution af digitale filer, herunder også ulovlig fildeling. Programmøren af BitTorrent, Bram Cohen, har gjort et stort stykke arbejde for at gøre protokollen stueren, blandt andet ved at forestå oprydning på egne trackere og fokusere på protokollens fordele, frem for på hvordan nogle mennesker anvender BitTorrents.
Trackere som The Pirate Bay er for nogle symbol på en kamp mod gamle rettighedsihændehaver-modeller, og rundt omkring i verden oprettes dagligt torrent-trackere med "ulovlig" torrents, men samtidig benytter flere og flere firmaer, kunstnere og organisationer sig af BitTorrent til spredning af informationer. 2009 angaves 60% af internettets datastrøm at bestå af fildeling, tilsammen både den ulovlige og den lovlige. 
I følge dansk ophavsretslovgivning §76. stk. er det ulovligt at stille andres værker til rådighed ved opload til hjemmeside, hvor "almenheden får adgang til værkerne på et individuelt valgt sted og tidspunkt, uanset at der ikke er tale om erhvervsmæssig spredning af værket". 

## Liste over BitTorrent klienter
Sammenligning af BitTorrent software

### Platformsuafhængige
- ABC (Yet Another BitTorrent Client)
- Anatomic P2P
- Vuze (Tidligere Azureus)
- BitTornado
- BitTorrent
- BtManager
- Limewire
- MLNet aka MLDonkey
- Opera
- Rufus
- TorrentFlux
- Transmission
- XBT Client
- qBittorrent

### Windows
- Arctic Torrent
- BitComet
- BitLord
- BitPump
- BitSpirit
- Blizzard Downloader
- BT Lite
- Burst!
- Exeem
- G3 Torrent
- Localhost (baseret på Azureus)
- LibTorrent
- MooPolice (based on libtorrent)
- Shareaza
- TorrentStorm
- Turbo Torrent
- ZipTorrent
- µTorrent
- Transmission
- qBittorent

### Mac OS X
- Bits on Wheels
- BitTorrent fra  BitTorrent Inc.
- Tomato Torrent
- TorrentStation
- Transmission
- XTorrent
- Utorrent
- qBittorrent

### Linux / Unix
- ctorrent
- Freeloader
- Gnome BitTorrent
- KTorrent
- QTorrent
- rtorrent
- µTorrent
- Transmission
- qBittorrent